# Tabernaemontana simulans
Tabernaemontana simulans är en oleanderväxtart som först beskrevs av J.F.Morales och Q.Jimenez, och fick sitt nu gällande namn av A.O.Simões och M.E.Endress. Tabernaemontana simulans ingår i släktet Tabernaemontana och familjen oleanderväxter. Inga underarter finns listade i Catalogue of Life.